# Elektrownia w Homer City

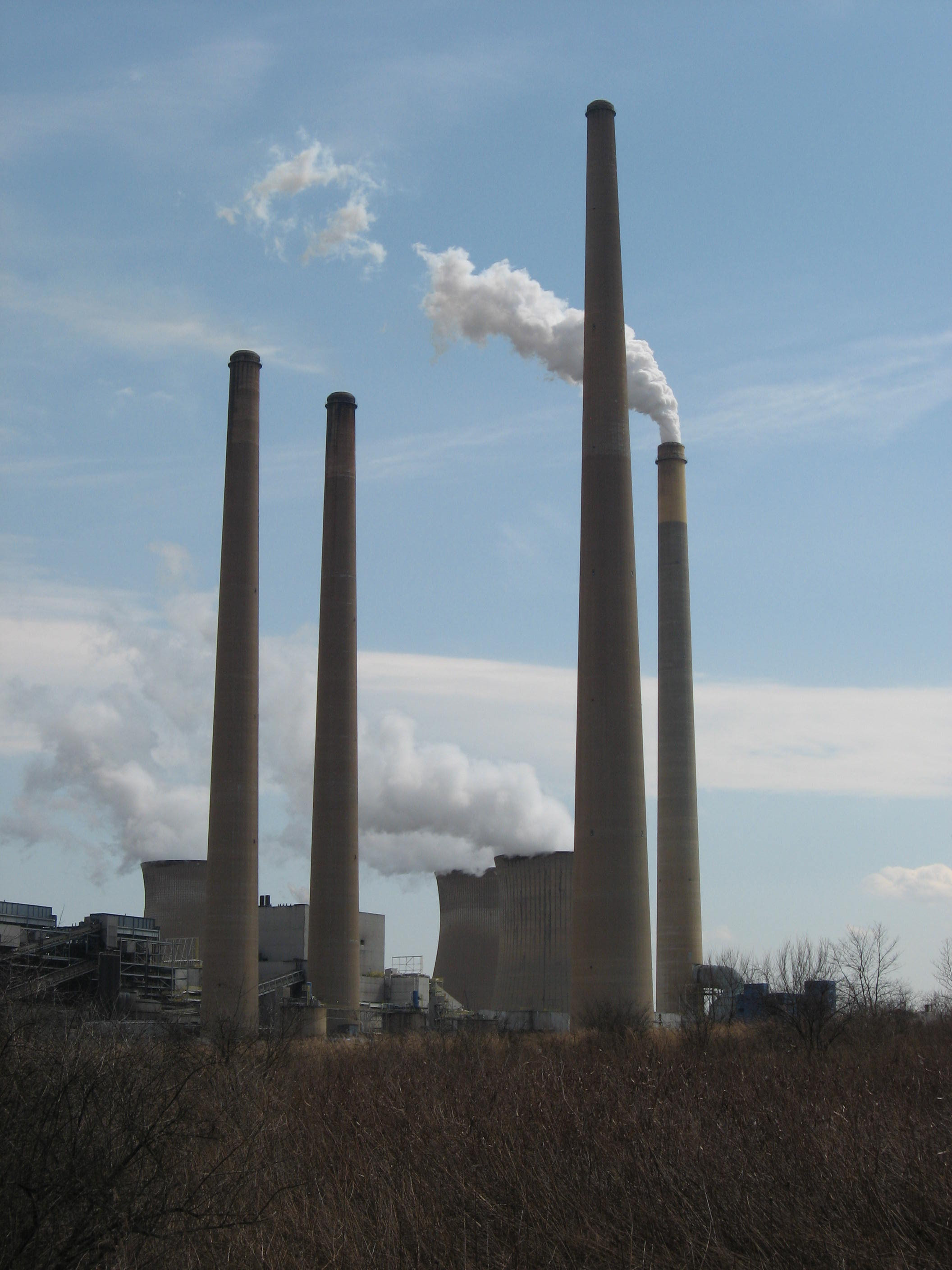

Elektrownia w Homer City – elektrownia cieplna znajdująca się niedaleko Homer City w stanie Pensylwania w Stanach Zjednoczonych. Łączna moc trzech jednostek elektrowni wynosi 1884 MW. Elektrownia ma najwyższy w USA i trzeci co do wysokości na świecie komin o wysokości 371 metrów. Zbudowany został w 1977 roku. Elektrownia jest głównym źródłem zanieczyszczeń atmosfery w stanie Pensylwania i jednym z większych w całym kraju.